# التخصصات المزدوجة في الولايات المتحدة
ازدواجية التخصص ، الذي يُطلق عليه أحيانًا التخصص المزدوج ، هو الطالب الذي يكمل مجموعتين من متطلبات التخصص للحصول على درجة علمية، بينما يحصل عمومًا على درجة واحدة فقط - وهي درجة مع تخصص مزدوج. في الولايات المتحدة، غالبًا ما تتبع برامج البكالوريوس للحصول على درجة البكالوريوس نموذج الفنون الحرة، ولديها مجموعة محددة أو نوع من الدورات الدراسية (تسمى أحيانًا التوزيع أو المتطلبات الأساسية) جنبًا إلى جنب مع تخصص، يسمى التخصص - وعادة ما يكتمل التخصص المزدوج مجموعة واحدة من المتطلبات الأساسية ومجموعتين من متطلبات التخصص في الدرجة العلمية. يحدث هذا في الغالب للطلاب الجامعيين، لكن بعض كليات الدراسات العليا تقدم تخصصات مزدوجة للحصول على درجات الدراسات العليا. على الرغم من إعلانهم عن تخصصين منفصلين، إلا أن معظم المدارس تمنح درجة بكالوريوس واحدة تسرد كلا التخصصين في وقت الانتهاء. تقوم أعداد متزايدة من طلاب الجامعات في الولايات المتحدة بتجميع أكثر من تخصص واحد، مع ما يقدر بنحو 25٪ من خريجي الجامعات بأكثر من تخصص واحد. اشارت بعض المدارس أن 30٪ إلى 40٪ من طلابها الجامعيين يدرسون تخصصات مزدوجة. يُعتقد أن عددًا من العوامل تساهم في هذه الزيادة، بما في ذلك أعداد أكبر من الطلاب الذين يلتحقون بالجامعة مع اعتمادات AP والاعتقاد بأن التخصص الثاني يمنح الطالب ميزة أكثر من غيره في سوق العمل. يوجد أحيانًا اختلاف في الوقت المستغرق لاكمال تخصص مزدوج مقارنة بتخصص واحد فقط، بحيث قد تستغرق الدراسة عامًا إضافيًا أو أكثر.  الفوائد الإضافية للتخصص الثاني تشمل الإمكانية لزيادة معرفة الطلاب وتوقع زيادة الأرباح والقدرة التنافسية. في الواقع، يقر الطلاب بالاستمتاع بالدورات الدراسية، والحصول على موافقة الوالدين، والعثور على وظيفة بعد التخرج بصفتها أهم ثلاثة أسباب لمتابعة التخصص الثاني. بالإضافة إلى ذلك، يمكن أن يكون السعي للحصول على تخصص مزدوج «مشروع بناء هوية» يبدو أن الطلاب يركزون من خلاله على تخصصهم «الاضعف» باعتباره «هويتهم الأساسية»، بينما يتم استخدام تخصصهم ذو المكانة العالية عند مناقشة تعليمهم مع أولياء الأمور والإمكانيات أرباب العمل.

## أنواع التخصصات المزدوجة
وجدت دراسة أجريت عام 2008 أن 27٪ من التخصصات المزدوجة لديهم تخصصان في الآداب / العلوم الاجتماعية، و 14٪ تخصصان في مجال الأعمال، بينما 39٪ كان لديهم تخصصان عبران تخصصات مختلفة. بعض الشركات الكبرى الأولى تفسح المجال لاحتمال أكبر للحصول على ثانية. من المرجح أن تكون تخصصات إدارة الأعمال والعلوم الاجتماعية والتعليم قد تابعت تخصصًا ثانيًا. وفقًا لتقرير Teagle ، فإن التركيزات العشرة الأكثر شيوعًا للتخصصات المزدوجة هي:
1. لغات اجنبية
2. الاقتصاد
3. تجارة
4. هندسة
5. العلوم السياسية
6. مادة الاحياء
7. علم النفس
8. إنجليزي
9. تاريخ
10. الرياضيات

بالإضافة إلى ذلك، فإن المجموعات الرئيسية المزدوجة الأكثر انتشارًا هي:
1. تخصصان تجاريان مختلفان
2. اللغة الأجنبية والدراسات الدولية
3. اللغة الأجنبية والعلوم السياسية
4. الاقتصاد والرياضيات
5. الاقتصاد والعلوم السياسية
6. اللغة الأجنبية وعلم الأحياء
7. اللغة الأجنبية والاقتصاد
8. اللغة الأجنبية والأعمال
9. الاقتصاد والهندسة
10. اللغة الأجنبية وعلم النفس.

## الاتساع مقابل العمق
الهدف للعديد من الكليات والجامعات هو إنتاج طلاب على نطاق واسع من المعرفة، وهو هدف واضح في تنفيذ دورات التعليم العام ومتطلبات المناهج الأخرى المماثلة. يشير تخصص رئيسي إضافي إلى احتمالية أكبر لتحقيق ذلك، وقد بدأ الباحثون في التقصي حول العلاقة بين التخصصات المزدوجة وقاعدة معارفهم. تحدد الدراسة، على وجه الخصوص، نوعين من التخصصات المزدوجة - أولئك الذين «يتخصصون بشكل دقيق» وأولئك «الذين يتخصصون في التخصص». المتخصصون الدقيقين هم أولئك الذين لديهم تخصصين في مجالات أكاديمية متشابهة (على سبيل المثال، علم النفس وعلم الاجتماع)، في حين أن المتخصصين الدقيقين لديهم تخصصات في مجالات متميزة (على سبيل المثال، اللغة الإنجليزية والكيمياء).  معظم التخصصات المزدوجة هي متخصصون في تخصصات عامة، ولكن ما يقرب من ثلث التخصصات المزدوجة الدقيقة.
من المتوقع أن تكون التخصصات المزدوجة الدقيقة أكثر تركيزًا في قاعدة معارفهم نتيجة لأخذ دورات في المجالات التي تتداخل في حين يبدو أن المتخصصين في hypo-Specialists لديهم اتساع أكبر في دوراتهم. ومع ذلك، فإن التخصص الدقيق له تأثيرات مختلفة على اتساع المعرفة اعتمادًا على مجال الدراسة. التخصصات المزدوجة في العلوم الإنسانية، على سبيل المثال، لا ترى فرقًا في التعرض على نطاق واسع بغض النظر عما إذا كان تخصصهم الثاني متشابهًا أو مختلفًا. يعد هذا تناقضًا صارخًا مع التخصصات المزدوجة في العلوم الاجتماعية والطبيعية الذين يرون تأثيرًا سلبيًا على التخصص المفرط من حيث اكتساب الكثير من المعرفة. 

## التأثير على الأرباح ونتائج سوق العمل الأخرى
تتفاوت أرباح ما بعد التخرج بشكل كبير بالنسبة للتخصصات المزدوجة. قدرت الدراسات أن التجارب الرئيسية المزدوجة تعود بالفائدة على أرباحها بنحو 2.3٪ إلى 3.4٪ مقارنة بالتخصصات الفردية. كان تخصص في العلوم أو التكنولوجيا أو الهندسة أو الرياضيات، إما باعتباره تخصصًا رئيسيًا واحدًا أو جزءًا من تخصص رئيسي مزدوج، أفضل بكثير من التوليفات المزدوجة الرئيسية الأخرى. حصل الطلاب الذين يتخصصون في تخصص مزدوج في الهندسة والعلوم الطبيعية على راتب متوسط قدره 78342 دولارًا؛ حصل هؤلاء الذين تخصصوا تخصصان في التعليم والعلوم الاجتماعية على 45491 دولارًا.
يعد التخصص المزدوج مفيدًا بشكل مباشر لأولئك الذين يحملون درجة البكالوريوس فقط. التخصصات المزدوجة التي تستمر في إكمال درجة الدراسات العليا لا ترى أي فرق في المكاسب عن أولئك الذين لديهم تخصص واحد، يتحكمون في المجال ومستوى الشهادة. الحصول على تخصصين في نفس المجموعة، مثل درجتين في الآداب / العلوم الاجتماعية، ينتج عنه أرباح مماثلة لأولئك الذين لديهم تخصص واحد فقط في نفس المجال. بأستثناء الأعمال والتعليم حيث ينتج عن درجتين في كل مجال من هذه المجالات عوائد بنسبة 10٪ و 5٪ أكبر من التخصصات الفردية في هذين المجالين، على التوالي. على عكس ما يتوقعونه تمامًا، فإن الحصول على تخصصين في الرياضيات أو العلوم أو الهندسة لا ينتج عنه أرباح أكبر من التخصصات الفردية. 
هناك الكثير من التناقض عندما يتعلق الأمر بالعوائد الاقتصادية إلى تخصص ثان. [التحقق المطلوب] تأتي أكبر المكاسب في الأرباح عندما يكون التخصصان في مجالات مختلفة (نقص التخصص)، مع أعلى العوائد بين أولئك الذين يختارون التخصصات الفنية. إن اقتران الفنون/العلوم الاجتماعية أو التعليم مع الأعمال التجارية أو الرياضيات/العلوم له إمكانات كسب أكبر من تخصص واحد في الفنون/العلوم الاجتماعية أو التعليم - على الرغم من أن إضافة تخصص الفنون/العلوم الاجتماعية أو التعليم مع درجة الأعمال أو الرياضيات/العلوم لا تقدم مكافآت أكبر من تخصص واحد في أي من هذين المجالين. على العكس من ذلك، يبدو أن اقتران التعليم والرياضيات/العلوم يؤدي إلى أرباح «أقل» مقارنة بتخصص رياضيات/علوم واحد. يبدو أن أكبر الأرباح هي لأولئك الذين يختارون اقتران المهندس/الرياضيات/العلوم. بالمقارنة مع أولئك الذين لديهم تخصص الرياضيات/العلوم فقط، فإن التخصصات المزدوجة لها عوائد تصل إلى 30 نقطة مئوية. يبدو أن التخصصات الثانية الأكثر ربحية، بغض النظر عن التخصص الأول، هي الأعمال والإدارة وعلوم الكمبيوتر والهندسة. في بعض الحالات، يبدو أن الجنس مهم للغاية. على سبيل المثال، تتمتع تخصصات الهندسة والرياضيات والعلوم المزدوجة للإناث بعائدات دخل أكبر من الذكور. من ناحية أخرى، لا يعاني الذكور من عقوبة الدخل التي غالبًا ما تفرضها التخصصات المزدوجة لتعليم الإناث. تظهر الاختلافات في الأرباح أيضًا عبر أنواع المؤسسات. كليات الفنون الليبرالية، حيث يمتلك ما يقرب من ثلث الطلاب تخصصين، فإن العائد على الأرباح صغير وغير مهم. في المقابل، تظهر علاوة 3.9٪ للتخصصات المزدوجة من مؤسسات الأبحاث، حيث يضيف أقل من ربع الطلاب تخصصًا ثانيًا.

## الفروق بين التخصصات الفردية والمزدوجة
من حيث الخبرات الجماعية، وجدت الدراسات [التي] عددا من الاختلافات بين التخصصات الفردية والمزدوجة. بالمقارنة مع أقرانهم الرئيسيين الواحدين، يبدو أن التخصصات المزدوجة متورطة أكثر في الأنشطة اللامنهجية، والأرجح أن تعقد مواقع في منظمات الطلاب، والأرجح أن تواصل المصالح الأكاديمية (مشاريع بحثية مع أعضاء هيئة التدريس أو تكريم أطروحة) خارج الفصل الدراسي. التخصصات المزدوجة، في المتوسط، لديها GPAs أعلى من التخصصات الفردية. في الواقع، فإن الطلاب الذين يعانون من GPAS من 3.5 أو أعلى هم أكثر من ضعف احتمال ضعف التخصص. 27٪ منهم حتى لديهم قاصر. الطلاب الذين يتوقعون الذهاب إلى كلية الدراسات العليا هم أكثر عرضة بنسبة 72٪ لمتابعة التخصص المزدوجين، وهؤلاء الطلاب أيضا مرتين من المرجح أن يقولوا أنهم يخططون لمتابعة الدكتوراه. من أقرانهم الرئيسيين. هذا يعكس مساعي ما بعد البكالوريا، حيث كانت 23.4٪ من الأفراد بدرجات البكالوريوس فقط تخصصات مزدوجة، مقارنة ب 24.9٪ من أولئك الذين لديهم درجات الدراسات العليا.

## الطبقة والجنس
تشير التقديرات إلى أن 25٪ من النساء يشكلن تخصصًا مزدوجًا، مقارنة بـ 22٪ من الرجال، على الرغم من أن معظم الدراسات تظهر عمومًا عدم وجود فرق بين الرجال والنساء. يمكن أن يوفر التخصص المزدوج فائدة إضافية للمرأة، التي غالبًا ما توازن بين التوقعات المختلفة عندما يتعلق الأمر بالاختيار الرئيسي. من ناحية أخرى، فإن التنشئة الاجتماعية التقليدية بين الجنسين تفسح المجال لتخصصات أقل ربحًا من الناحية المالية (تلك الموجودة في العلوم الإنسانية، على سبيل المثال). من ناحية أخرى، قد يدفع الوعد بالمكافآت المالية (وكذلك ضغط الوالدين) العديد من النساء نحو تخصصات العلوم والتكنولوجيا والهندسة والرياضيات. تختلف مجموعات التخصصات المزدوجة إلى حد كبير حسب الجنس، حيث من المحتمل أن يقرن الرجال الأعمال أو الاقتصاد بتخصص ثان بينما غالبًا ما تقرن النساء لغة أجنبية أو علم نفس مع تخصص ثان. علاوة على ذلك، غالبًا ما تؤكد النساء أن التخصص المزدوج يجعلهن أكثر قابلية للتسويق لأصحاب العمل المحتملين وبرامج التخرج، خاصة إذا بدا أن تخصصاتهن تأتي من مجالين غير متصلين.
المجموعات الرئيسية المزدوجة للرجال هي كما يلي:
1. تخصصان تجاريان مختلفان
2. الاقتصاد والهندسة
3. الاقتصاد والعلوم السياسية
4. الاقتصاد واللغة الأجنبية
5. الاقتصاد والرياضيات
6. الهندسة والرياضيات
7. الاقتصاد والأعمال
8. العلوم السياسية والفلسفة
9. الهندسة وعلوم الحاسوب
10. اللغة الأجنبية والدراسات الدولية.

التخصصات المزدوجة الأكثر شيوعًا للنساء هي:
1. اللغة الأجنبية والدراسات الدولية
2. اللغة الأجنبية والعلوم السياسية
3. اللغة الأجنبية وعلم النفس
4. اللغة الأجنبية والتنمية البشرية
5. اللغة الأجنبية وعلم الأحياء
6. اللغة الأجنبية والأعمال
7. تخصصان تجاريان مختلفان
8. الفن وعلم النفس
9. اللغة الأجنبية واللغة الإنجليزية
10. علم الأحياء وعلم النفس.

تظهر بعض الاختلافات بين التخصصات الفردية والمزدوجة من حيث الخلفية الأسرية والتعليمية، على الرغم من أنه قد يكون أقل مما هو متوقع. من المرجح أن تأتي التخصصات المزدوجة من عائلات ثرية، ولديها والد واحد على الأقل حاصل على درجة البكالوريوس، ومن المرجح أن تعمل أقل من أقرانهم الرئيسيين. [التوضيح مطلوب] علاوة على ذلك، من المرجح أن تكون التخصصات المزدوجة قد تخرجت من مدرسة ثانوية خاصة وأخذت المزيد من دروس AP.

## دور المؤسسات
تختلف المؤسسات إلى حد كبير في نسبتها المئوية من التخصصات المزدوجة. يبدو أن المدارس العامة لديها ما يقرب من ضعف عدد التخصصات المزدوجة مقارنة بالمدارس الخاصة، ويرجع ذلك جزئيًا إلى أنها تميل إلى تقديم مجموعة أوسع من المواد والفصول الدراسية. ومع ذلك، تشهد المدارس الأكبر انخفاضًا بنحو 1.25٪ في التخصصات المزدوجة لكل 1500 طالب إضافي مقارنة بالمدارس الأصغر. يبدو أن أكبر زيادة في عدد التخصصات المزدوجة تحدث في الكليات الأكثر انتقائية. تشهد المدارس ذات النسب المئوية الأعلى من الطلاب الحاصلين على قروض طلابية انخفاضًا في عدد التخصصات المزدوجة مقارنة بالجامعات الأكثر ثراءً. الجامعات التي يغلب عليها البيض، ولديها في الغالب طلاب في سن تقليدية (18-24)، وهي أكثر انتقائية (25٪ من الطلاب الجدد الوافدين يحصلون على 1200 أو أكثر على الأقل [توضيح] في اختبار SAT) لديهم تخصصات مزدوجة أكثر من الجامعات الأخرى. وبالمثل، ترتبط الزيادة المقدرة بـ 6800 دولار في الرسوم الدراسية بزيادة قدرها 1٪ في التخصصات المزدوجة. قد تختلف أنواع المؤسسات المختلفة أيضًا في الثقافة المحيطة بالتخصصات المزدوجة. في مؤسسات الفنون الحرة، على سبيل المثال، يحصل ما يقدر بنحو 30٪ من جميع الطلاب على تخصص ثان مقارنة بالمؤسسات البحثية حيث يتضاعف 22٪ فقط من الطلاب.